# Städtische Galerie im Lenbachhaus
De Städtische Galerie im Lenbachhaus is een museum dat deel uitmaakt van het Kunstareal München in de Beierse hoofdstad München.
Het museum is ondergebracht in de voormalige villa van de Duitse schilder Franz von Lenbach, gebouwd tussen 1887 en 1891 naar het ontwerp van Gabriel von Seidl. Het museum werd van 1927 tot 1929 (door Hans Grässel) en nogmaals van 1969 tot 1972 (door Heinrich Volbehr en Rudolf Thönessen) uitgebreid. Enige vertrekken van de villa bleven in de originele toestand bewaard en kunnen worden bezocht.

## Collectie

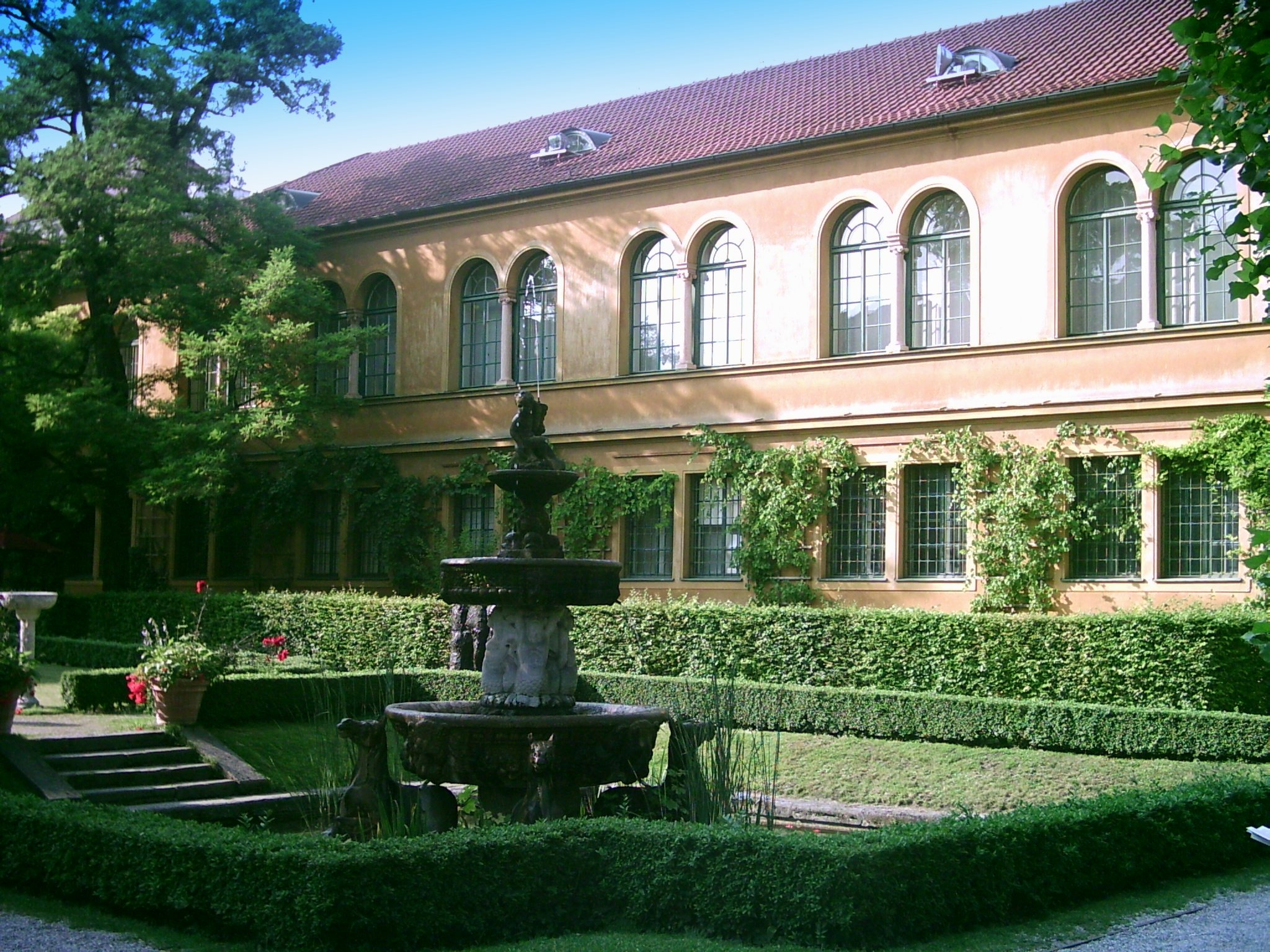
De noordelijke vleugel van het museumcomplex

Het museum toont allereerst werk van in de achttiende en negentiende eeuw in München werkende schilders. Zo bezit het Lenbachhaus werken van onder anderen: Jan Polack, Christoph Schwarz, Georges Desmarees ("Gräfin Holstein" 1754), Wilhelm von Kobell, Johann Georg von Dillis, Carl Rottmann, Carl Spitzweg, Eduard Schleich, Carl Theodor von Piloty, Franz von Stuck, Franz von Lenbach, Friedrich August von Kaulbach, Wilhelm Leibl, Wilhelm Trübner en Hans Thoma. De schilderkunst van de zogenaamde Münchner Schule uit de negentiende eeuw is ondergebracht in de noordelijke vleugel van het museum. 
Ook behoort werk van leden van de in 1892 gestichte Münchner Sezession, zoals Lovis Corinth, Max Slevogt en Fritz von Uhde tot de collectie.
Het Lenbachhaus is echter wereldberoemd geworden door de unieke collectie werken van de kunstenaarsgroep Der Blaue Reiter met veel schilderijen van Alexej von Jawlensky, Wassily Kandinsky, Gabriele Münter, Franz Marc, August Macke, Marianne von Werefkin, Paul Klee en Maria Marc.
Daarnaast toont het Lenbachhaus ook de kunststroming Nieuwe zakelijkheid (1918-1933) met werk van: Christian Schad, Georg Schrimpf, Rudolf Schlichter en anderen.  
Sinds de jaren zeventig vinden in het museum wisseltentoonstellingen plaats, waarbij belangrijke stromingen en kunstenaars van de internationale kunstscene worden gepresenteerd en ook in de collectie worden opgenomen. Het museum  richt zich bij nieuwe aankopen op werk van individuele kunstenaars, om die dan groepsgewijze voor te stellen. Zo'n aankoop was in 1979 de installatie Zeige deine Wunde van Joseph Beuys. 
Tentoonstellingen werden gehouden met onder anderen: Franz Ackermann, Dennis Adams, Christian Boltanski, James Coleman, Lovis Corinth, Thomas Demand, Olafur Eliasson, Valie Export, Dan Flavin, Günther Förg, Günther Fruhtrunk, Rupprecht Geiger, Isa Genzken, Liam Gillick, Katharina Grosse, Michael Heizer, Andreas Hofer, Jenny Holzer, Stephan Huber, Leiko Ikemura, Asger Jorn, Ellsworth Kelly, Anselm Kiefer, Alfred Kohler, Michaela Melian, Gerhard Merz, Maurizio Nannucci, Roman Opalka, Sigmar Polke, Arnulf Rainer, Gerhard Richter, Michael Sailstorfer, Richard Serra, Katharina Sieverding, Wolf Vostell, Andy Warhol, Lawrence Weiner, Martin Wöhrl en de Wiener Aktionisten. 

#### Fotogalerij

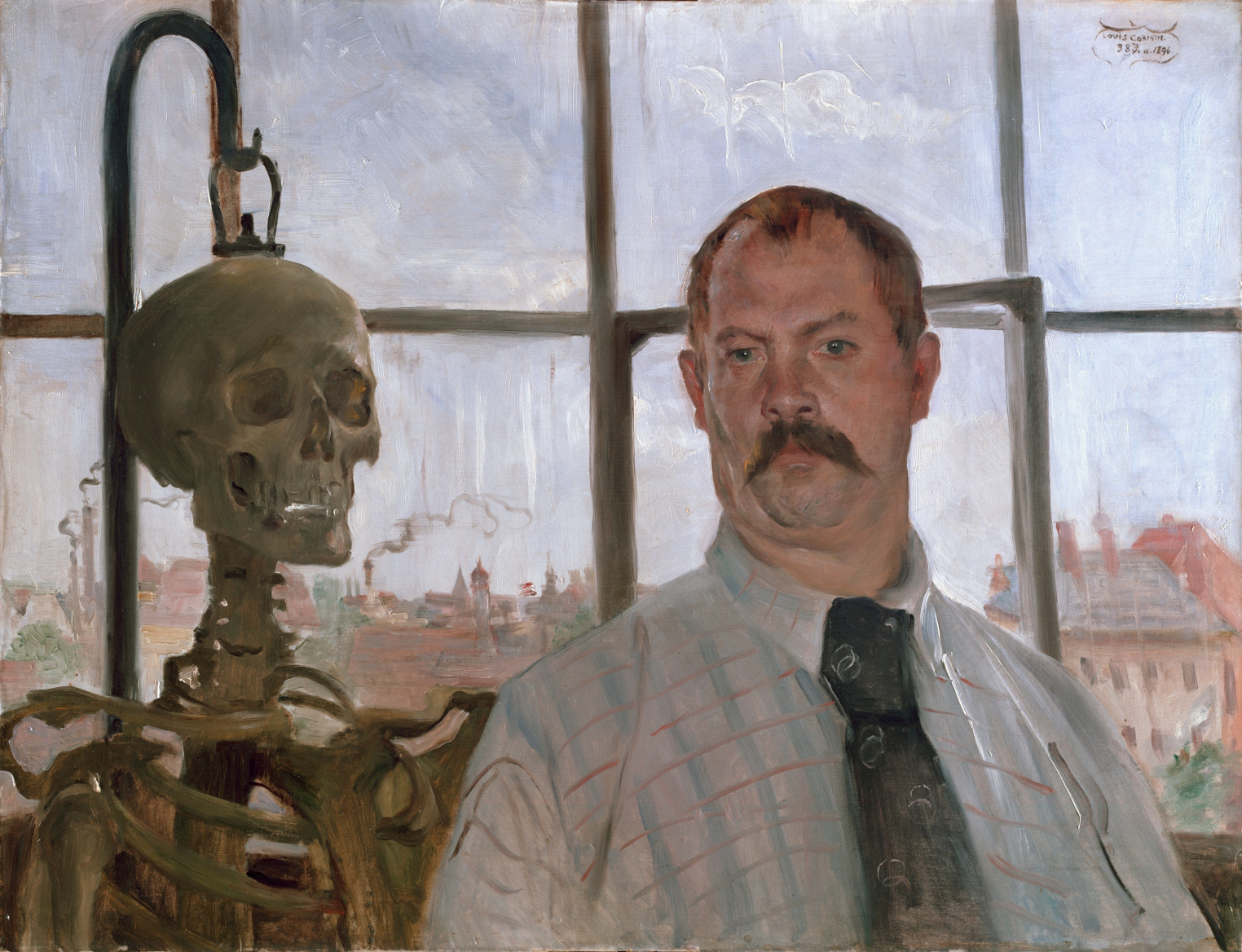
Lovis Corinth Zelfportret met skelet, 1896
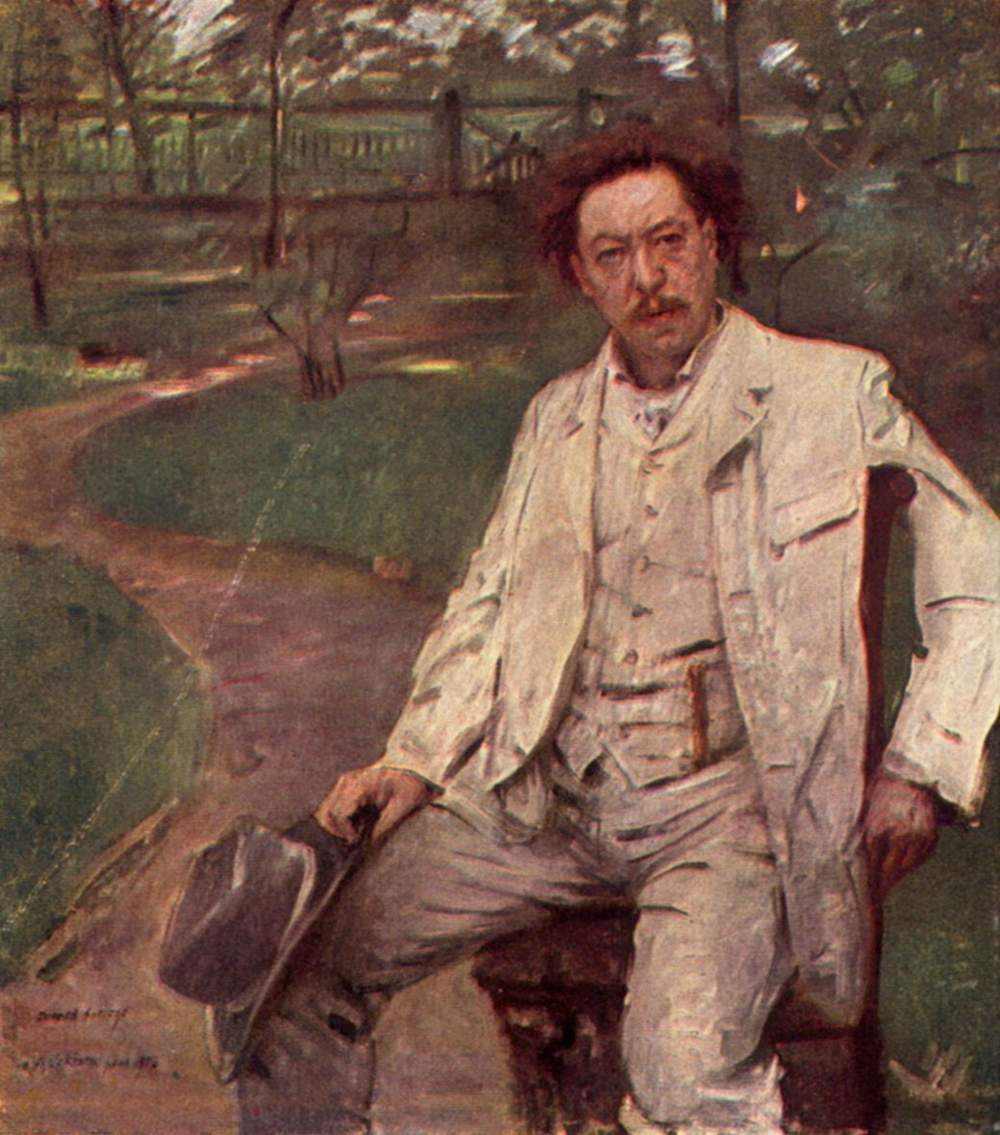
Lovis Corinth Portret van de pianist Conrad Ansorge, 1903
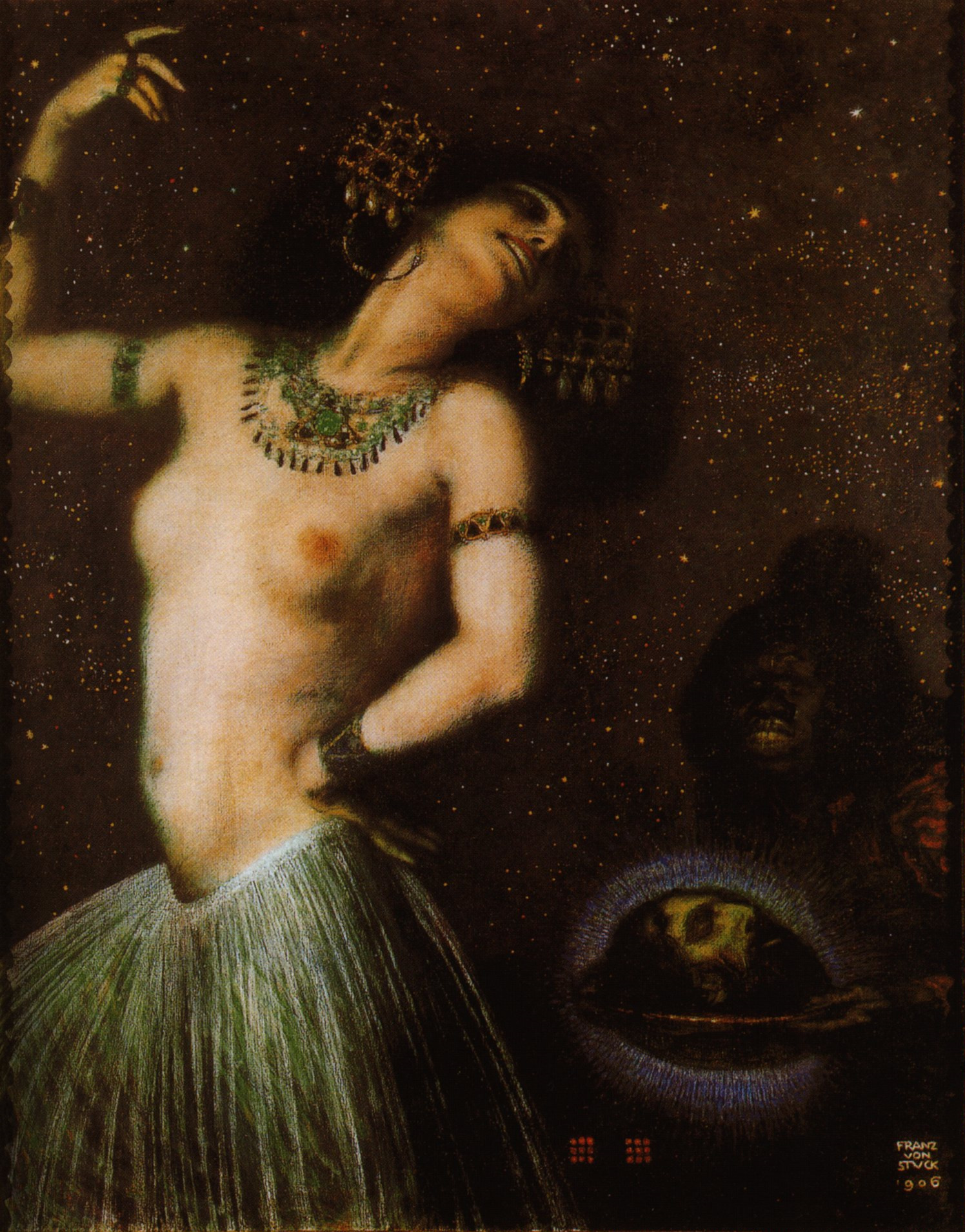
Franz von Stuck Salome, 1906
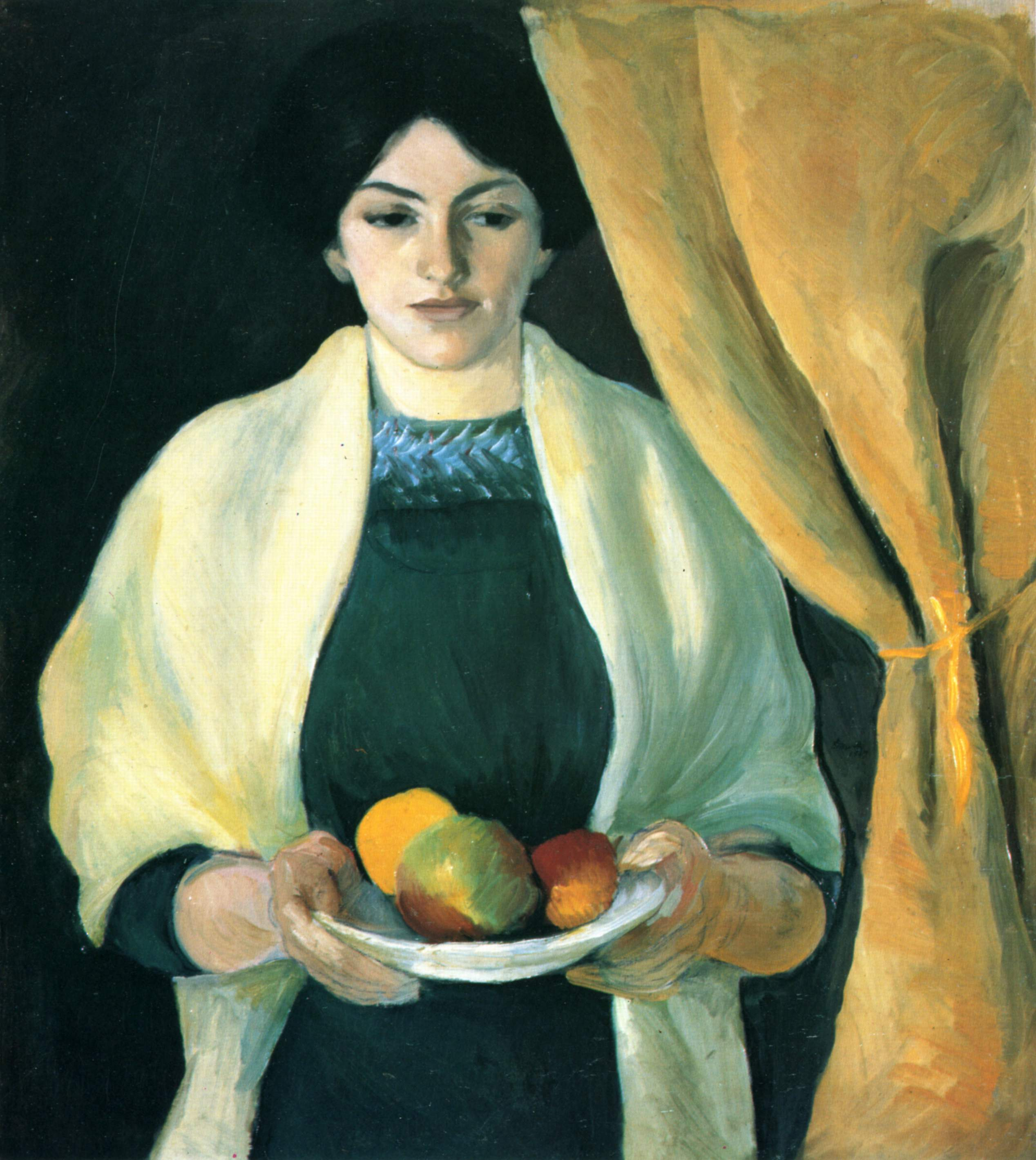
August Macke Porträt mit Äpfeln, 1909 (het schilderij toont Elisabeth Macke)
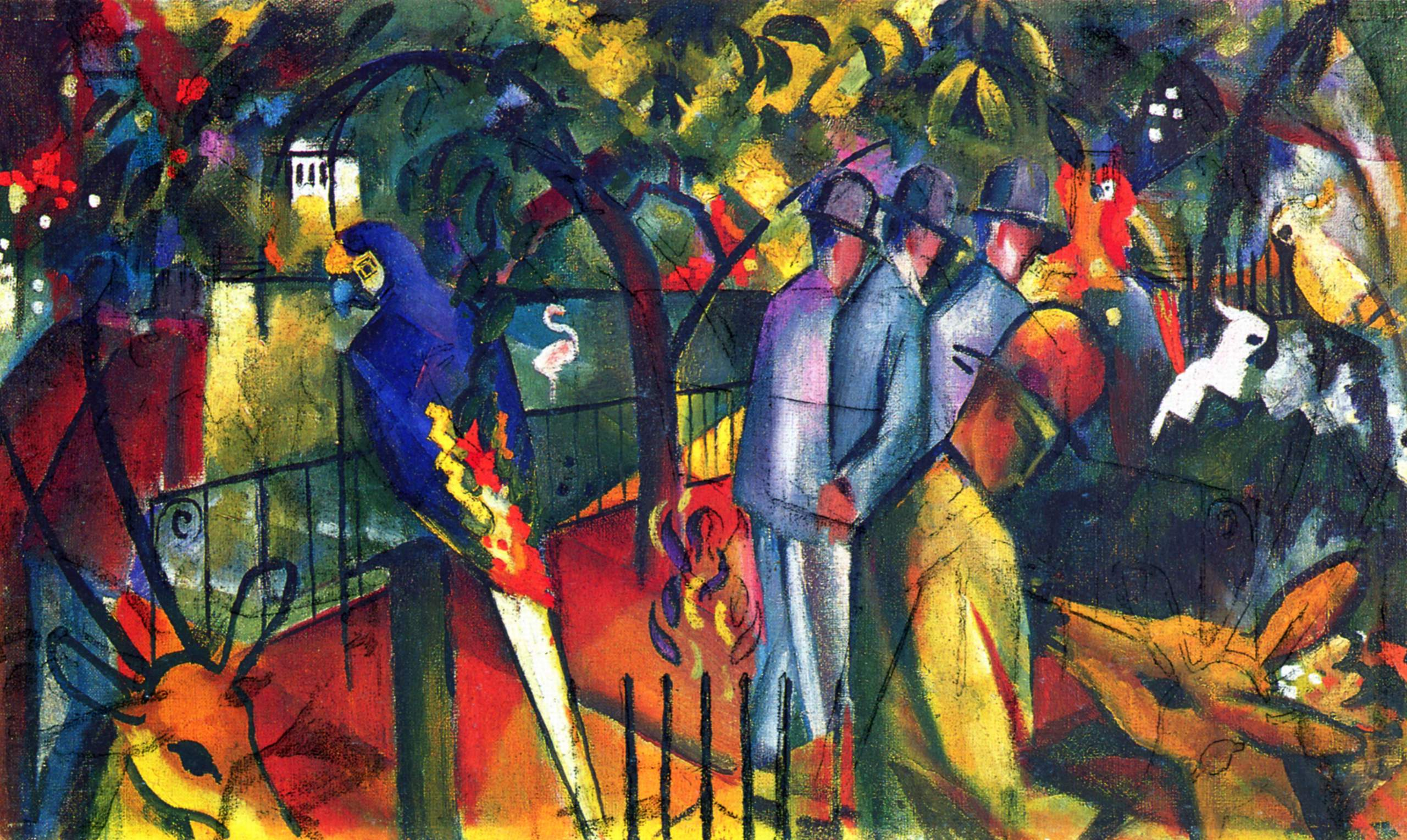
August Macke Zoologischer Garten I, 1912
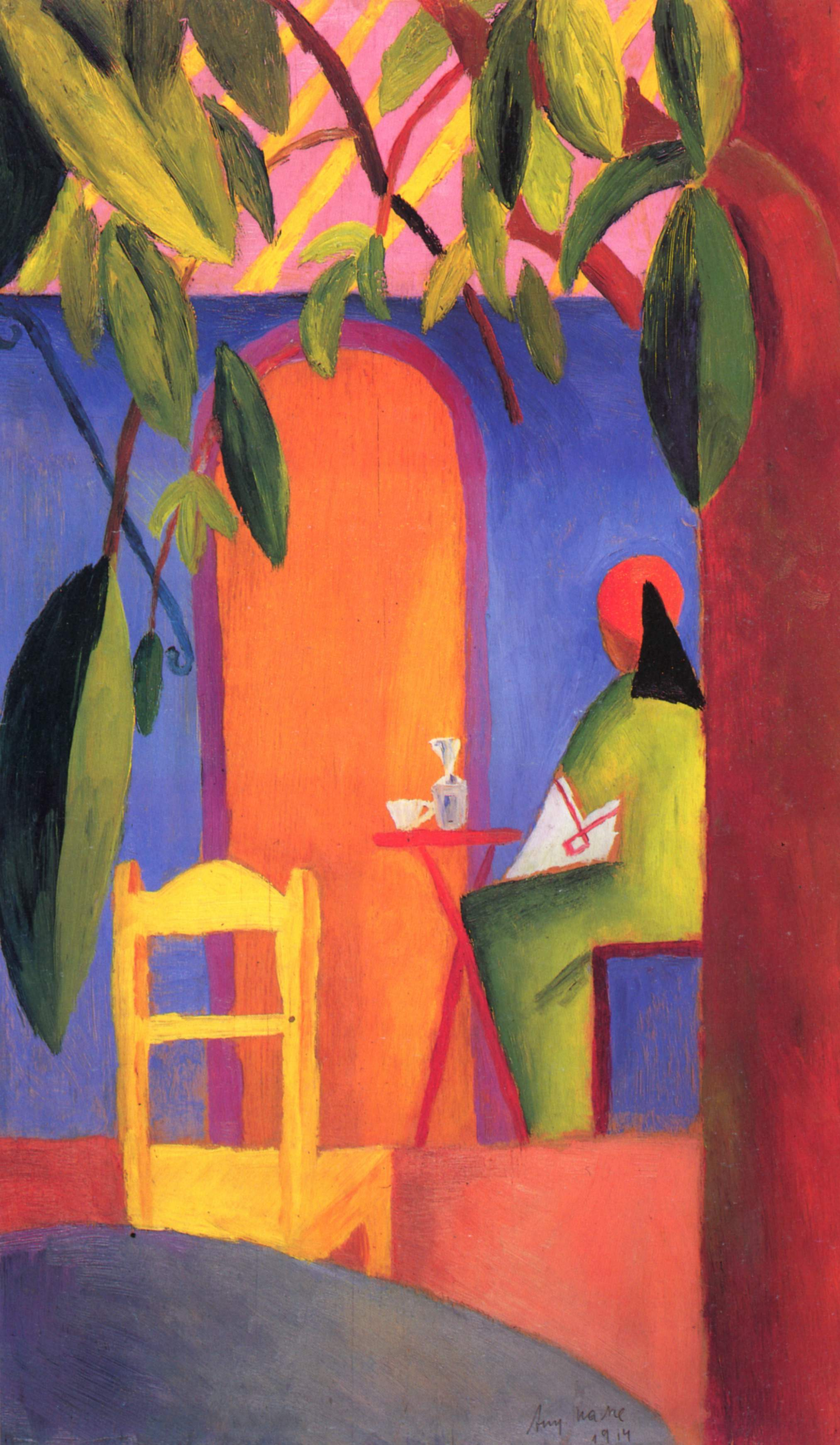
August Macke Türkisches Café, 1914
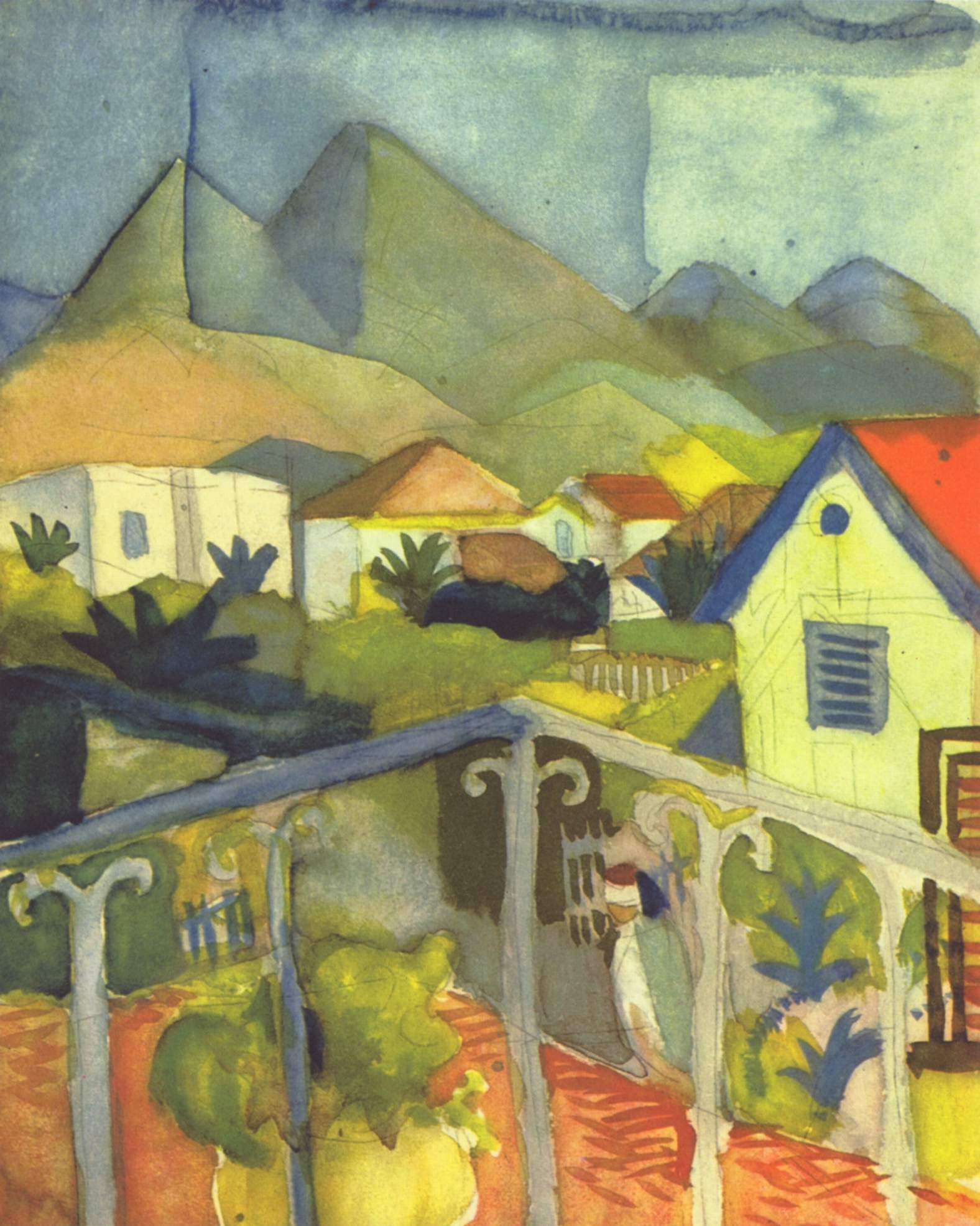
August Macke St. Germain bei Tunis, 1914
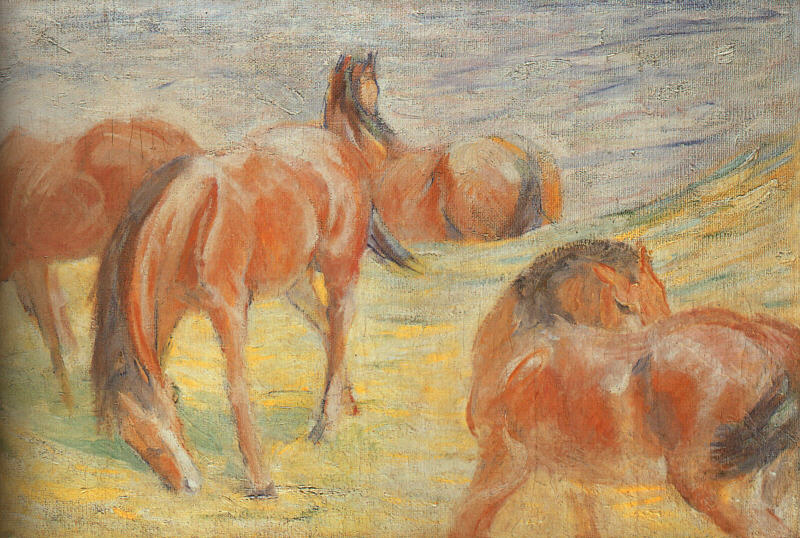
Franz Marc Weidende Pferde I, 1910
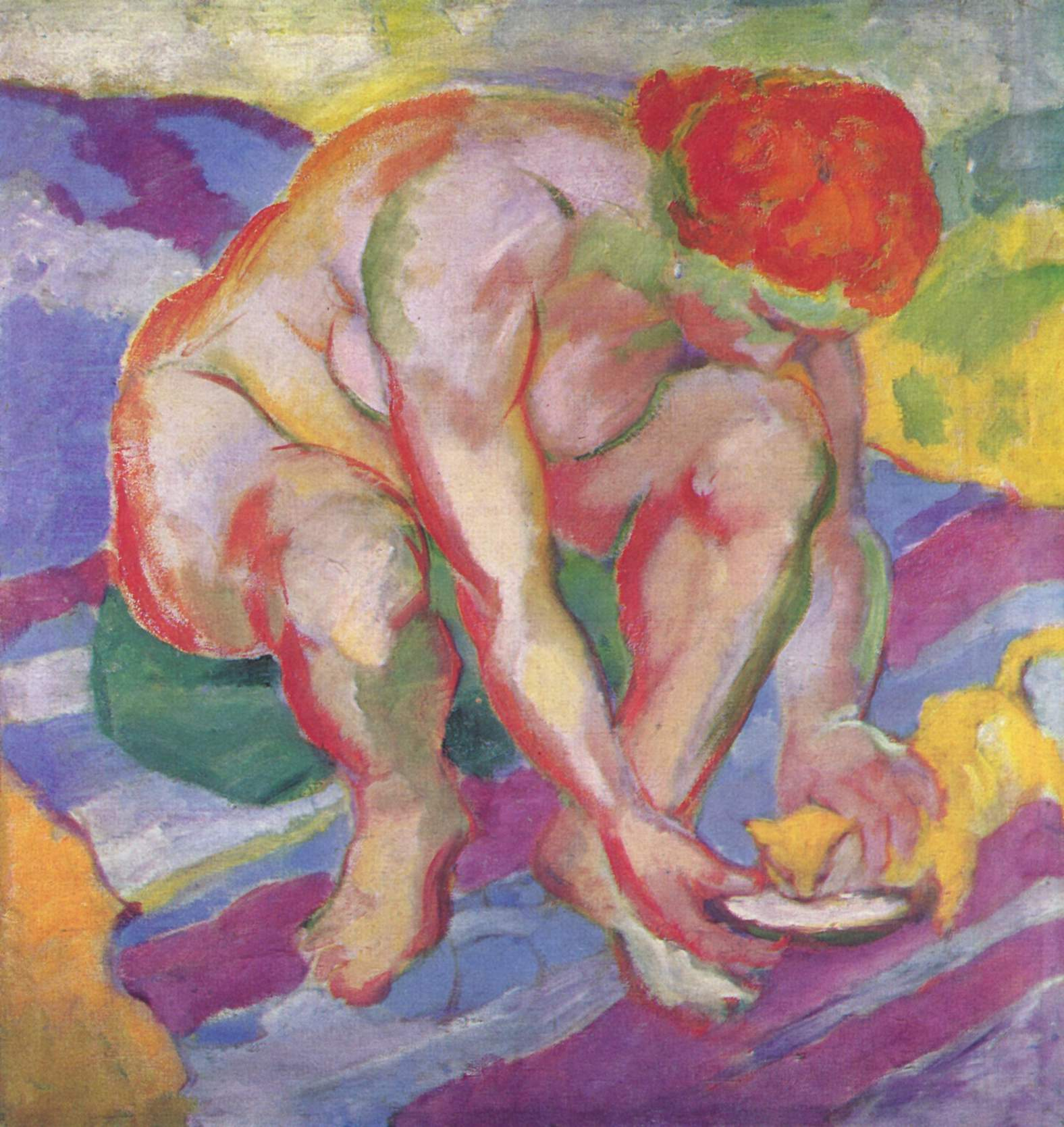
Franz Marc Akt mit Katze, 1910
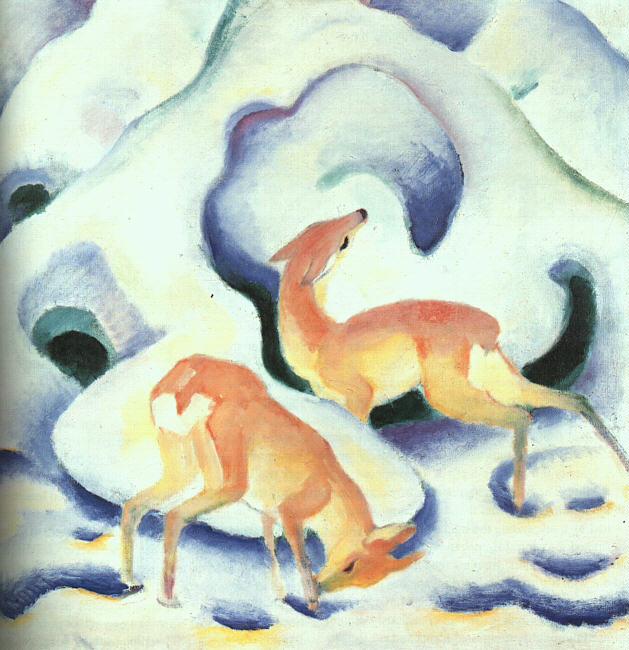
Franz Marc Rehe im Schnee, 1911
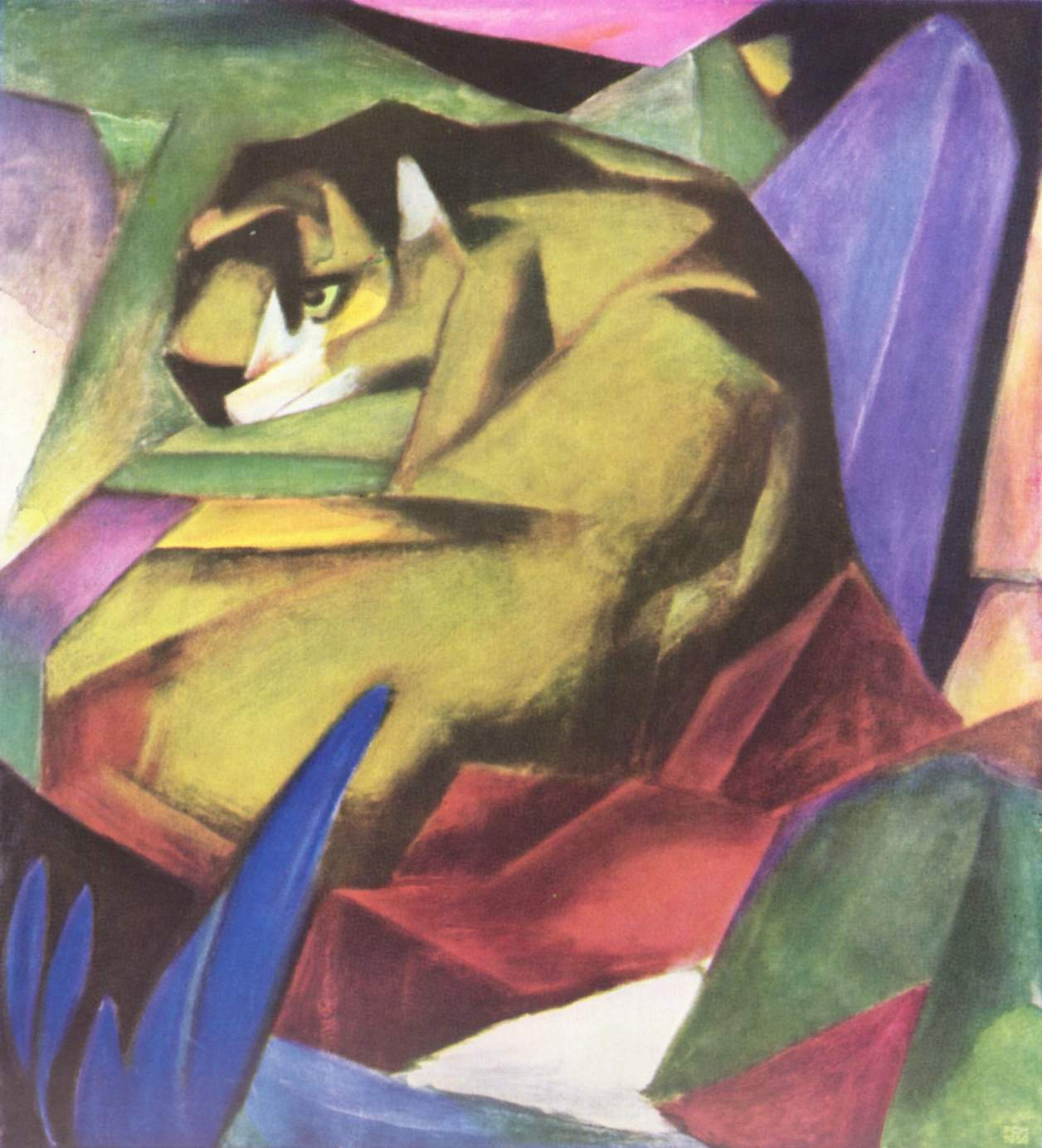
Franz Marc Der Tiger, 1912
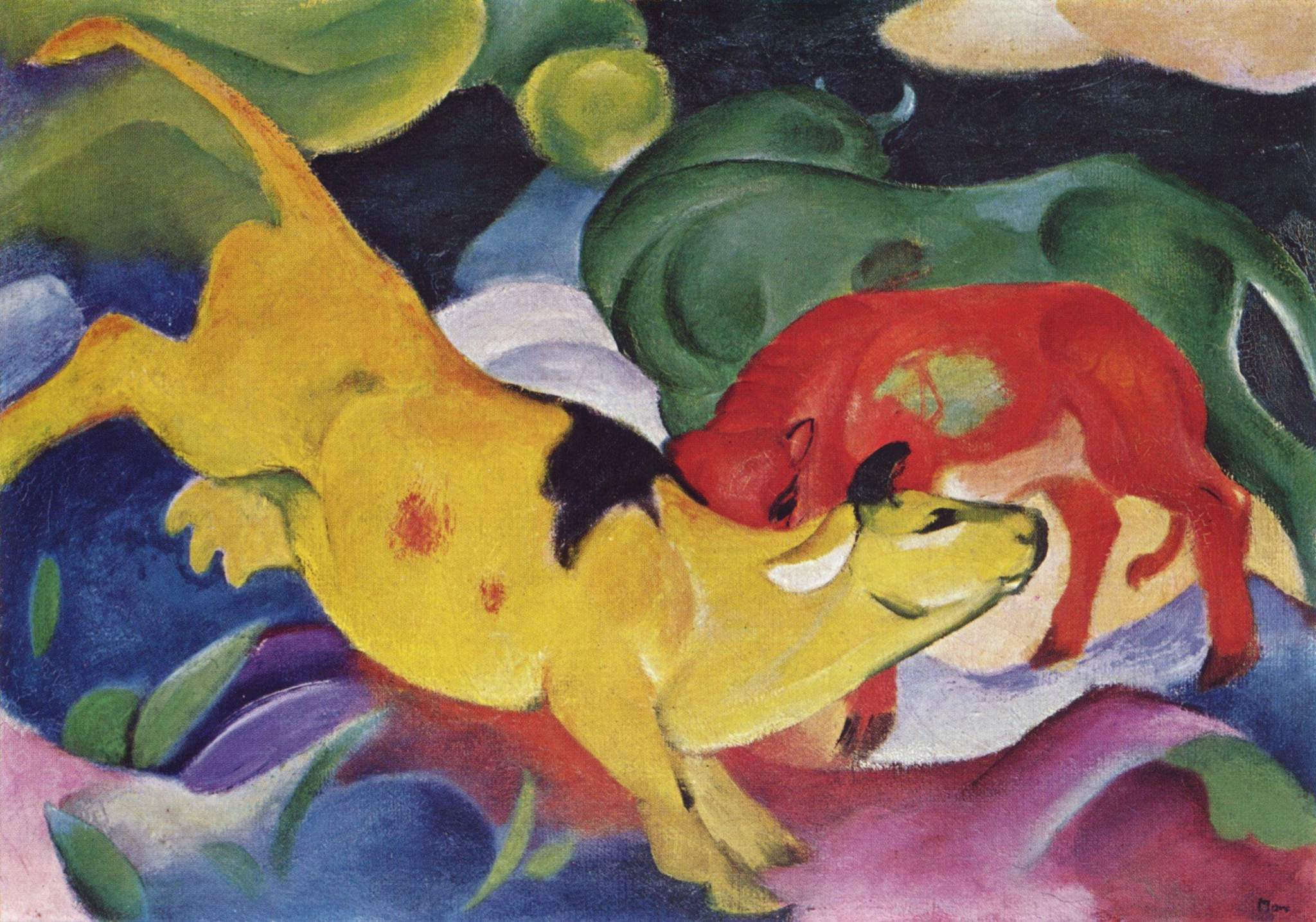
Franz Marc Kühe gelb-rot-grün, 1912
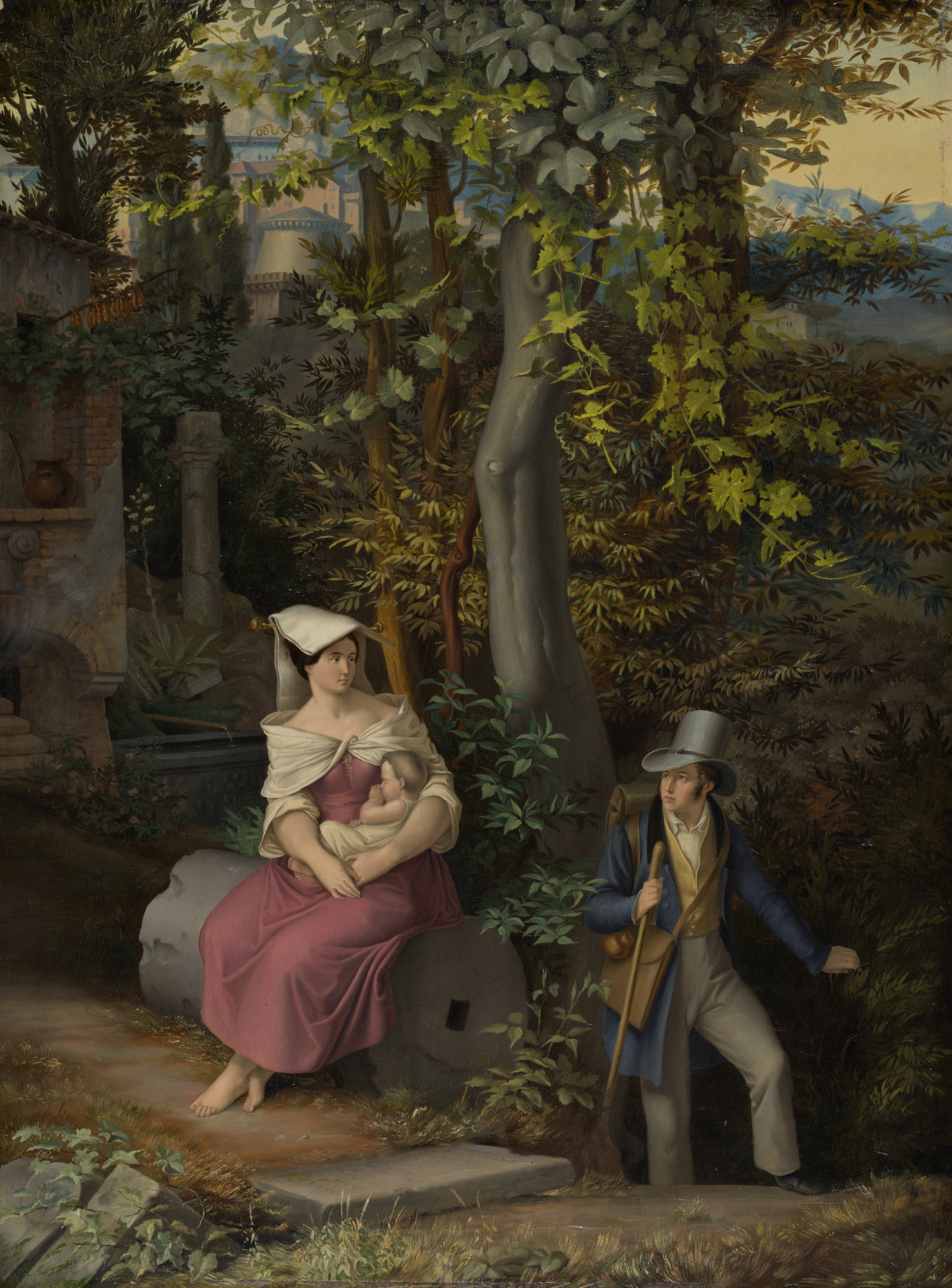
Ernst Joachim Förster Der Wanderer, 1832
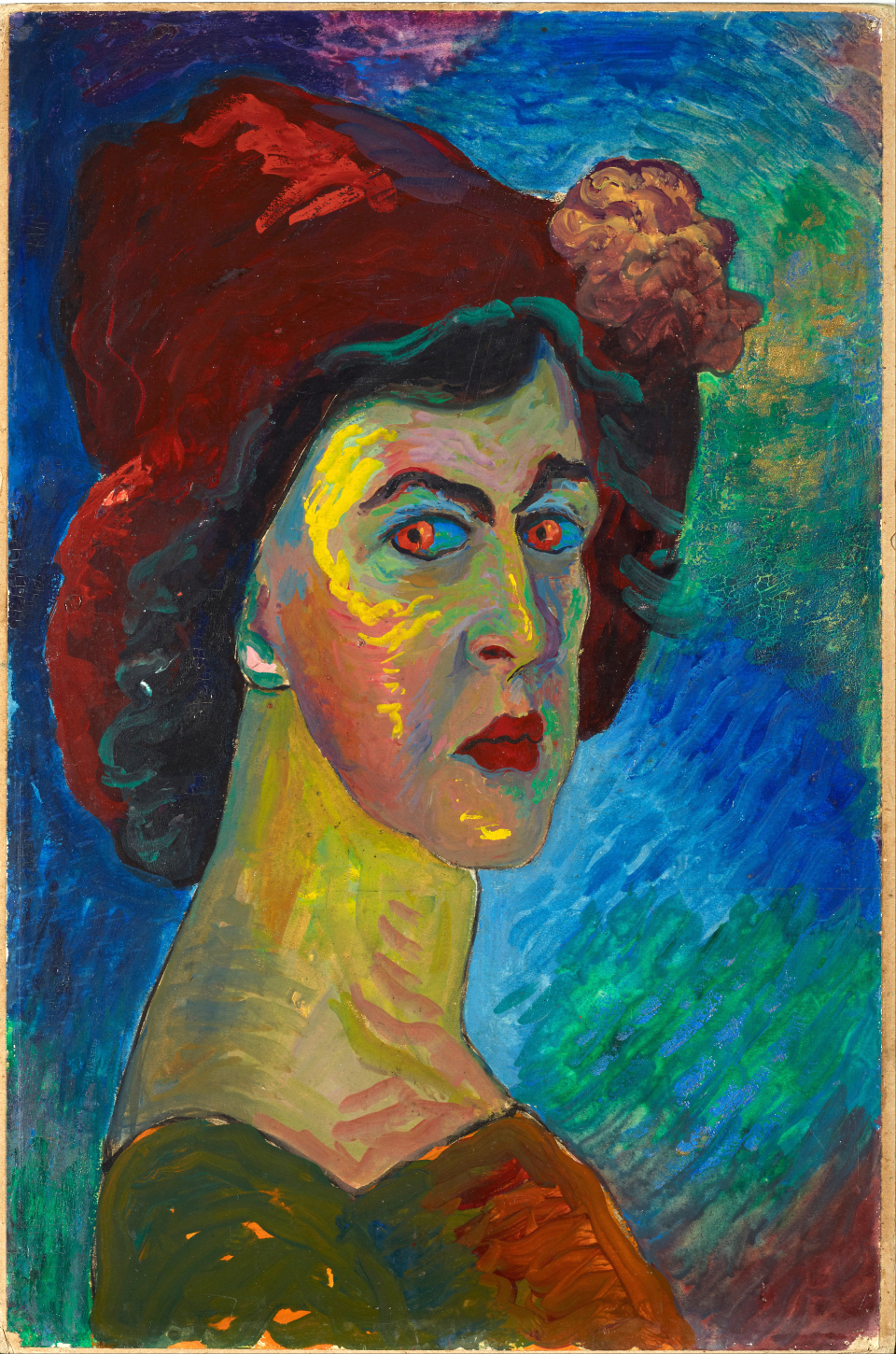
Marianne von Werefkin Zelfportret I, 1910

## Kunstbau

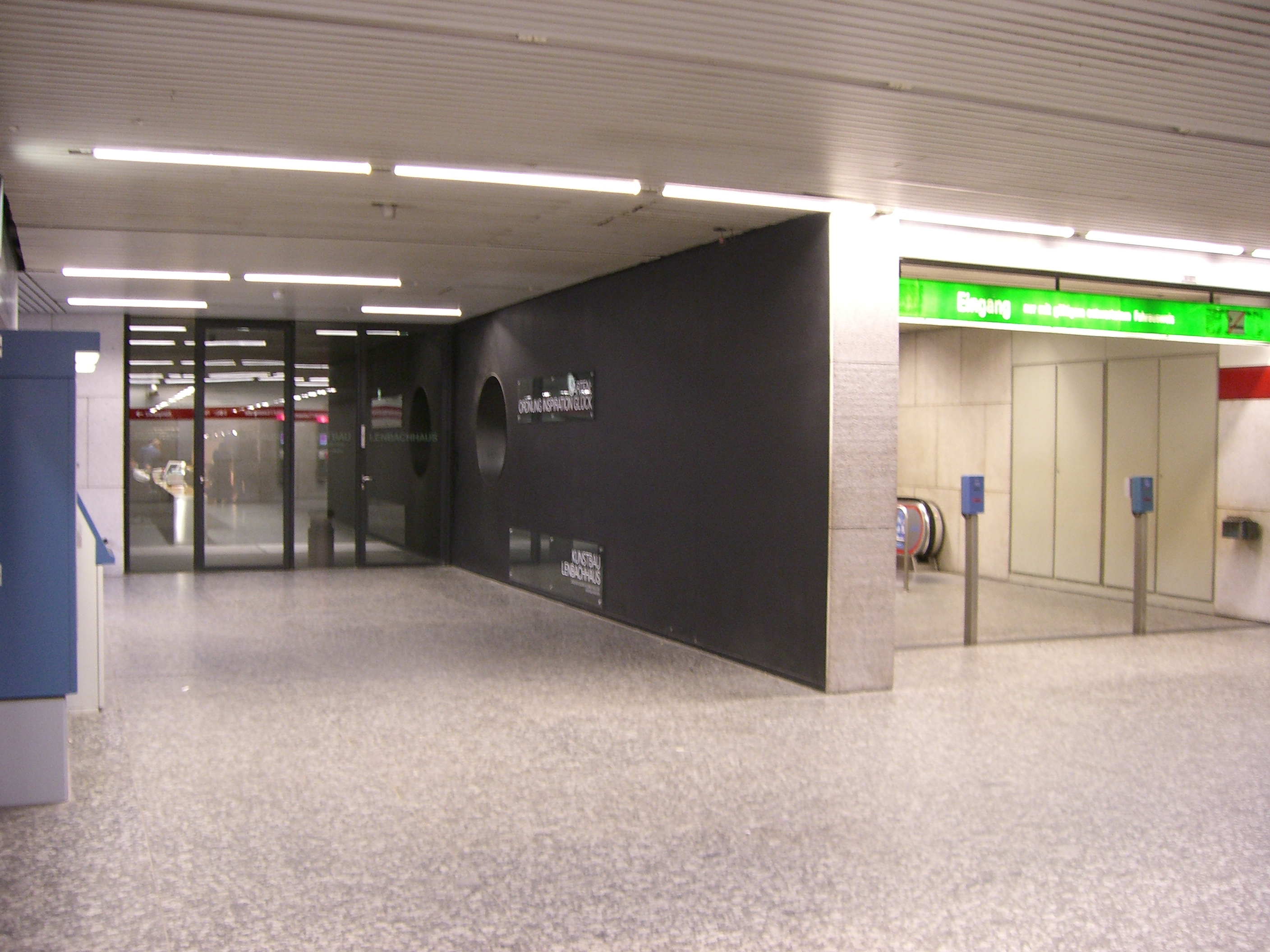
Ingang van de Kunstbau

In 1994 werd de tentoonstellingscapaciteit van de Galerie im Lenbachhaus uitgebreid met de Kunstbau, een tot dan toe onbenutte ruimte in het U-Bahnstation Königsplatz. Tussen 1992 en 1994 werd de 110 meter lange ruimte door Architectenbureau Kiessler + Partner (München), in opdracht van de stad München, ten behoeve van het museum omgebouwd tot dependance voor grote wisseltentoonstellingen van voornamelijk moderne en hedendaagse kunst. 

## Kubus im Petuelpark
In 2005 werd door het Lenbachhaus in het Münchener Petuelpark een nieuwe tentoonstellingsruimte, de zogenaamde Kubus im Petuelpark, geopend. De Kubus toont viermaal per jaar een wisseltentoonstelling met hedendaagse kunst.

## Renovatie
Vanaf 2003 zijn plannen ontwikkeld voor uitbreiding van het museum met een nieuwe vleugel met tegelijkertijd een grondige renovatie, teneinde een groot aantal bezoekers toegang te kunnen verlenen. In een Europese aanbestedingsprocedure werd aan Forster + Partners architects het werk gegund. De werkzaamheden zijn tussen februari 2009 en mei 2013 uitgevoerd. Gezien het verwacht aantal bezoekers was het, volgens de architect, niet verantwoord de bestaande entree via de tuin (historisch monument) te handhaven en heeft men besloten de ingang te situeren tussen oud- en nieuwbouw in.